# Цюрих (кантон)
Цюрих (нім. Zürich, фр. Zurich; італ. Zurigo; ромш. Turitg; лат. Turicum) — німецькомовний кантон на північному сході Швейцарії. Адміністративний центр та одночасно найбільше місто за кількістю населення — Цюрих, а друге найбільше — Вінтертур.
Кантон розташований на Швейцарському плато. За своєю площиною (1729 км²) він належить до великих кантонів, має надзвичайно високу густоту населення, а також із 1,4 мільйонів мешканців займає перше місце серед кантонів за чисельністю населення. Характер кантону визначає його столиця Цюрих та агломерація, яка займає велику частину його території.

## Географія
Найвища точка: Шнебельгорн 1 291,8 м
Найнижча точка: 330 м н. р. м. біля Гохрайну при Вайах
Географічний центр кантону Цюрих знаходиться в Брюттен.
Велика частина кантону Цюрих знаходиться на Швейцарському плато, його найвіддаленіший південний Схід належить до альпійського передгір'я. Кантон межує на півночі з кантоном Шаффгаузен, та Німеччиною, на заході із кантоном Ааргау, на півдні із кантонами Цуґ та Швіц, та на сході з кантонами Тургау і Санкт-Ґаллен. На схід від кантону Цюрих починається східна Швейцарія.
Завдяки прийняттю кантональної «Культурної ініціативи» у 2012 році в кантоні Цюрих не можна виділяти нових сільськогосподарських територій під забудову. Але кантональна рада до 2014 року не ввела в дію цей закон, тому ініціатори подали скаргу до федерального суду.

## Населення
Кількість іноземців, що проживає в кантоні Цюрих (дані на 31 грудня 2014)
| Національність/Походження | Мешканців, осіб | Частка, % |
| ------------------------- | --------------- | --------- |
| Європейський Союз-28      | 367 706         | 25,5      |
| Інші країни               | 119 223         | 8,3       |
| Німеччина                 | 86 024          | 6,0       |
| Італія                    | 51 589          | 3,6       |
| Португалія                | 27 160          | 1,9       |
| Косово                    | 17 581          | 1,2       |
| Сербія                    | 14 423          | 1,0       |
| Туреччина                 | 13 625          | 0,94      |
| Північна Македонія        | 13 373          | 0,93      |
| Австрія                   | 12 148          | 0,84      |
| Іспанія                   | 13 090          | 0,91      |
| Велика Британія           | 9 235           | 0,64      |
| США                       | 4 402           | 0,30      |
| Україна                   | 1 144           | 0,079     |
| Усього                    | 486 929         | 33,7      |

Станом на січень 2025 року в місті проживало не менше 2000 українців, їхня кількість зросла в кілька разів після 2022 року.